# PGC 9825
LEDA/PGC 9825, auch UGC 2058, ist eine Radiogalaxie im Sternbild Andromeda am Nordsternhimmel. Sie ist schätzungsweise 849 Millionen Lichtjahre von der Milchstraße entfernt und hat eine Ausdehnung von etwa 340.000 Lichtjahren. Vom Sonnensystem aus entfernt sich das Objekt mit einer errechneten Radialgeschwindigkeit von näherungsweise 18.900 Kilometern pro Sekunde.
Die Supernova SN 1996br wurde hier beobachtet.

## Galaktisches Umfeld
| Nr. | Galaxie          | Alternativname          | Rek           | Dek           | Distanz/asec |
| --- | ---------------- | ----------------------- | ------------- | ------------- | ------------ |
| →   | LEDA/PGC 9825    | UGC 2058                | 02h34m53.37s  | +41d07m06.9s  | 0            |
| 1   | LEDA/PGC 9804    | CGCG 539-050            | 02h34m25.837s | +41d08m53.11s | 328.05       |
| 2   | LEDA/PGC 2176893 | 2MASX J02335416+4110371 | 02h33m54.22s  | +41d10m36.9s  | 700.35       |
| 3   | NGC 980          | LEDA/PGC 9831           | 02h35m18.56s  | +40d55m35.4s  | 748.24       |
| 4   | LEDA/PGC 2178084 | 2MASX J02354652+4115088 | 02h35m46.51s  | +41d15m09.0s  | 769.56       |
| 5   | LEDA/PGC 2173014 | 2MASX J02352608+4055319 | 02h35m26.10s  | +40d55m32.1s  | 787.69       |
| 6   | LEDA/PGC 2179618 | 2MASX J02342961+4120326 | 02h34m29.64s  | +41d20m32.5s  | 848.89       |
| 7   | LEDA/PGC 9827    | UGC 2060                | 02h35m03.19s  | +41d21m26.5s  | 866.74       |
| 8   | LEDA/PGC 9849    | UGC 2068                | 02h35m26.63s  | +40d53m39.9s  | 890.78       |
| 9   | LEDA/PGC 2178643 | 2MASX J02335453+4117091 | 02h33m54.54s  | +41d17m09.3s  | 896.38       |
| 10  | LEDA/PGC 2175496 | 2MASX J02361607+4105116 | 02h36m16.06s  | +41d05m11.4s  | 942.46       |
| 11  | NGC 982          | LEDA/PGC 9838           | 02h35m24.87s  | +40d52m11.0s  | 964.52       |
| 12  | LEDA/PGC 2180099 | 2MASX J02341780+4122206 | 02h34m17.80s  | +41d22m20.9s  | 998.03       |